# کلانشهر مانیل
کلانشهر مانیل یا مترو مانیلا (Metro Manila) ناحیه پایتخت کشور مانیل فیلیپین است. این کلانشهر، در اطراف شهر مانیل پایتخت این کشور گسترش یافته است و علاوه بر شهر مانیل مشتمل بر شهرهای بزرگ دیگر ی مانند کوئیزون، ماکاتی، مالاته، پاسای، پاسیگ، لاس پیناس و والنزوئلا نیز می‌شود.
مترو مانیل بخشی از جزیرهٔ لوزون به شمار می‌رود.
جمعیت آن در سال ۲۰۱۵ برابر ۱۲٬۸۷۷٬۲۵۳ نفر بوده است. مساحت این کلانشهر، ششصد و سی و شش کیلومتر مربع است .
کلانشهر مانیل معادل یک استان در نظر گرفته می‌شود و به همراه استانهای همجوار خود یعنی لاگونا، کاویته، ریزال و بولاکان بر روی هم مانیل بزرگ را تشکیل می‌دهند که جمعیتی بیش از بیست میلیون نفر را شامل می‌شود. کلانشهر مانیل از نظر تقسیمات کشوری مستقل و یکی از ناحیه‌های کشور فیلیپین به نام ناحیه پایتخت ملی فیلیپین را تشکیل می‌دهد.